# Pier Giuseppe Arcangeli
Pier Giuseppe (Piero) Arcangeli (Foligno, 25 gennaio 1944) è un etnomusicologo e compositore italiano.

## Biografia
Primo di otto figli, Pier Giuseppe Arcangeli manifesta sin da piccolo l'interesse per la musica, seguendo la passione per il pianoforte del padre autodidatta. Nonostante le difficoltà economiche della famiglia, i genitori gli permettono a 7 anni di prendere lezioni di pianoforte e -solo dopo la maturità classica- di iscriversi al Conservatorio, mentre frequenta anche la Facoltà di Lettere e Filosofia di Perugia. Nel 1968 si laurea in Lettere moderne con una tesi di trascrizione e analisi dei Canti popolari di tradizione orale in Umbria, riuscendo così a coniugare l'amore per la musica con quello per l'Etnologia e l'Antropologia culturale. Dopo la laurea iniziano le prime supplenze come professore di lettere negli istituti scolastici umbri, fino al 1971 anno della nascita del suo primo figlio e del diploma al Conservatorio di Perugia in composizione, musica corale e direzione di coro con Luciano Chailly e Roman Vlad. 
Pier Giuseppe Arcangeli lavora presso l'Istituto musicale “Giulio Briccialdi” di Terni (pareggiato nel '74 ai Conservatori di Stato) per 39 anni: prima come professore di Storia ed estetica della musica, poi in qualità di direttore dal 1997 fino al 2010.

## L'Etnomusicologia
Dopo la laurea il legame con l'Università non si interrompe e tra il 1976 e il 1983 tiene seminari di etnomusicologia presso la Facoltà di Lettere di Perugia. 
Parallelamente all'impegno come professore presso il Conservatorio di Terni, prosegue, inoltre, le sue ricerche in ambito etnomusicologico prevalentemente nelle Marche e nel Friuli su commissione dell'AELM (Archivio Etnico Linguistico-Musicale della Discoteca di Stato), e successivamente nel Lazio, occupandosi in particolare dei canti del lavoro monodici e polivocali e della polifonia paraliturgica, anche in collaborazione con Diego Carpitella, Roberto Leydi, Pietro Sassu. 
Tali studi lo portano per otto anni alla carica di vicepresidente della SIE, la Società Italiana di Etnomusicologia, e a svolgere attività di consulenza per la ricerca etnomusicale del Centro di Catalogazione dei Beni Culturali della Provincia di Viterbo. Tuttora continua ad essere membro del Comitato scientifico degli ‘Archivi Sassu’ di Sassari. 
Il suo contributo agli studi musicologici viene menzionato nell'Enciclopedia della musica diretta per Einaudi da Jean-Jacques Nattiez - voll. II, Il sapere musicale (2002) e III, Musica e culture (2003).

## La Musica
Nel 1976 fonda la "cooperativa orchestrale" UMU Sintesi (Unione dei musicisti umbri) - mettendo insieme circa ottanta giovani musicisti di tutta la regione Umbria, provenienti sia dai Conservatori sia di Perugia che di Terni – con l'obiettivo di operare in modo decisivo per affermare la presenza e le esigenze della musica ("colta" e non solo) nella regione. In particolare si ricorda la rassegna annuale 'Arcipelago Musica', in collaborazione con l'Arci, decentrata su tutto il territorio regionale. Nello stesso periodo inizia a promuovere e dirigere stagioni musicali (a partire da 'Musica a primavera' di Foligno) e festival (in particolare: ‘Segni Barocchi’ di Foligno - dal 1981 al 1991; ‘Festival di musica medievale e contemporanea’ ad Assisi per tre anni, alla fine degli anni '80; ‘Festival Casti’ ad Acquapendente negli anni 1994/97).
Negli anni '80 collabora in qualità di consulente della Regione dell'Umbria, specificamente: per le attività musicali di base (cori e bande), ideando fra l'altro la rassegna "Scorribanda" (che ha avuto un ruolo determinante nel rinnovamento culturale dei gruppi amatoriali, la cui impronta in Umbria è ancora oggi avvertita); e per la didattica propedeutica o pre-professionale della musica, costituendo un coordinamento stabile delle Scuole di musica comunali ed autonome del territorio regionale.
L'attività compositiva si è sviluppata a partire dal 1965 in seguito alle prime esecuzioni pubbliche, ancora studente di Composizione al Conservatorio di Perugia, avendo come punti di riferimento Béla Bartók e Anton Webern; ma negli stessi anni frequenta la musica (e le persone) dei compositori contemporanei Petrassi, Berio, Nono, Maderna, Donadoni, Evangelisti, Guaccero, Razzi, Porena, Bussotti e più tardi Pennisi; e - fuori d'Italia - Boulez, Pousseur e John Cage. Pur essendo dunque interessato al 'serialismo' e allo 'strutturalismo' post-weberniano della cosiddetta Nuova Musica, tuttavia la ricerca etnomusicologica - e la viva esperienza in quest'ambito - lo portano ad incrociare questa 'influenza' con i modi e le forme creative della tradizione orale, dell'improvvisazione, dell'opera aperta.
Nel 1968 vince un premio internazionale per una composizione originale sul Cantico delle creature di Francesco d'Assisi; nel 1969 il premio Positano per la composizione per danza 'Tensioni 12, per un nonviolento', interpretata da Elisabetta Terabust.
Compositore per il teatro 'sperimentale' fra il '74 e il '76 segue le esperienze della sperimentazione teatrale romana e nel 1976 il Teatro lirico sperimentale di Spoleto mette in scena l'opera-farsa Rosita y Cristòbal tratta da Federico García Lorca. Ebbero una certa rilevanza anche le collaborazioni musicali per numerose produzioni televisive della Rai3 Umbria negli anni '80, e per il serial radiofonico in 60 puntate 'Fino al cuore della Cina' nel 1989.
In campo espressamente musicale si ricordano in particolare: 
- fra le partiture in cui etnomusicologia e composizione si incontrano: 'Stabermater' per il quartetto vocale di Giovanna Marini;
- fra le partiture orchestrali: 'Largo Parodia' (sul Quintetto K581 di Mozart) per clarinetto e orchestra d'archi (2006);
- fra quelle vocali/orchestrali: 'Dialogue e Chanson du roi" (testi di Alfred Jarry) per voci soliste e orchestra (2007);
- fra quelle per recitante e ensemble: 'Carlo, Rachel e il gioco di Lottchen', su testi di Elsa Morante (2004);
- per le partiture per danza: 'Cherry bob' per 4 danzatori e 'Tensioni 12 per un nonviolento'. A Roma fu coreografata anche una partitura su alcune liriche cinesi, da Renato Greco. Nel 2000 concepisce l'opera per danza su partiture di musica sacra ‘Cor...': danza in chiesa su musica dal vivo per un ensemble di sole voci.
- per il teatro di prosa: la musica per una regia di Mauro Bolognini. E inoltre: 'Sagittarius Opera Krypton" con il regista calabro-fiorentino Giancarlo Cauteruccio e il gruppo teatrale Krypton, sulla figura del grande Heinrich Schulz (1985); o lo spettacolo 'Playsir' (1999/2000),
- per la musica da camera: 'Illa et Antilla, a Sathi'.

### Opere
Principali pubblicazioni di interesse musicologico:
- Musica tradizionale del Maceratese, disco LP con testo di commento e trascrizioni musicali, collana ‘I Suoni’ diretta da Diego Carpitella, Fonit Cetra/SU 5006, 1982.
- Sulle ciaramelle dell'Alta Sabina (con Giancarlo Palombini), in ‘Culture musicali’, quaderni di etnomusicologia, Anno III, n. 5-6, pp. 169–198, Ed. Unicopli, Milano 1984.
- Canti liturgici di tradizione orale (con Roberto Leydi, Pietro Sassu e Renato Morelli), cofanetto di 4 LP, prima raccolta organica del repertorio di canti di tutte le regioni italiane, contenente un volume di pp. 120 con note informative, testi critici e trascrizioni musicali, DAMS/Università di Bologna, ed. Albatros/21, 1987.
- Musica e liturgia nella cultura mediterranea, cura degli Atti del Convegno internazionale di studi (Venezia, Anno europeo della Musica, ottobre 1985), pubblicazione promossa dal Ministero del Turismo e dello Spettacolo, Quaderni della Rivista Italiana di Musicologia, Olschki, Firenze 1988.
- Liturgia popolare della Settimana santa. Canti di tradizione orale delle confraternite umbre e alto-laziali, LP con booklet allegato, DAMS/ICTM, Com. Naz. Italiano, Albatros VPA 8493, 1989.
- Musica “liturgica” di tradizione orale (con Pietro Sassu), in “Le tradizioni popolari in Italia. Canti e musiche popolari”, a cura di Roberto Leydi, Electa ed., Milano 1990.
- I canti del lavoro (con Pietro Sassu), ibidem. [Gli ultimi due testi, riveduti e ampliati, sono stati di nuovo pubblicati in Guida alla musica popolare in Italia, vol. II, LIM - Libreria Musicale Italiana, Lucca 2001.]
- Modelli musicali fra espressione e repressione nell'ipotesi interculturale, in “Educazione musicale in una società multietnica”, Quaderni di musica applicata n. 15, ed. PCC, Assisi 1992.
- Digressioni infra-musicologiche. Tre ipotesi medioevali, in “Esercizi/Musica e Spettacolo” n. 11 n.s. 2, Cattedra di Storia della musica/Università di Perugia, Centro di Studi musicali in Umbria, Perugia 1992.
- Le confraternite in Italia centrale fra antropologia musicale e storia. Studi e ricerche dal convegno nazionale di Viterbo, 1989 (con L. Osbat), CCBC/Amm.ne Prov.le di Viterbo, 1993.
- Inferenze e interferenze nell'analisi della polivocalità religiosa di tradizione orale, in Atti del Primo Convegno di Studi di Santu Lussurgiu (dic. 1991), Centro UNLA, Santu Lussurgiu 1993.
- Le impossibili “Institutioni melodiche” di Claudio Monteverdi, in ‘Musica e Poesia’, Atti dell'incontro di Studio (Narni, 1993), Quaderni di “Esercizi/Musica e Spettacolo”, Perugia 1994.
- Retrospettive e prospettive della musica bandistica. Appunti da un itinerario di ricerca, in “Il repertorio sommerso. Musica storica per la banda d'oggi”, Atti del convegno di Palermo (1991) a cura di G. Pennino, Regione Siciliana 2000.
- La Sposa lamentava e l'Amatrice..., Poesia e musica della tradizione alto-sabina tra l'Abruzzo e il Lazio (con Giancarlo Palombini e Mauro Pianesi), Ed. “Nova Italica”, Pescara 2001.
- Ri-cordare la musica, al futuro possibile, in “Etnomusicologia, Scritti”, Biblioteca di ‘Civiltà musicale’, LoGisma ed., Firenze 2002.
- Carpitella e la musica, in Atti del Convegno di studi di Galatina, a cura di Agamennone e Di Mitri, Besa ed., Nardò (Lecce), 2003.
- La prassi musicale, il senso e “la voja de compari'”, in L'Umbria cantata. Musica e rito in una cultura popolare di Valentino Paparelli (con 4 CD), Squilibri, Roma 2008.
- Per via del tempo / breve antilogia live in 2 CD. Groove Studio, cat. GR301, Terni 2011.
- I canti confraternali della Settimana santa, fra polifonia d'arte e tradizione orale, in Sacre rappresentazioni, Atti del Convegno di studi, Gubbio 2010.
- Intervista, in Fare etnomusicologia oggi, a cura di C. Rizzoni, Ed. Nuova Cultura, Roma 2011.
- Canti liturgici di tradizione orale (con R. Leydi, P. Sassu, R. Morelli), 3 Cd – book pp. 155, nuova edizione della pubblicazione biblio-discografica del 1987 (cfr.), ed. Nota, Udine 2011.

### Composizioni (alcune esecuzioni dal 1990 al 2011)
- Quasi arioso e diafonia, su poesie di S. Penna, per ten., ctr., fl. sol e v.la, Perugia, registrazione Rai, 1990
- Tre Madrigali e Sonetto III profetale, da T. Campanella, per 5 v. e 7 str., Foligno, Segni Barocchi, 1990 [nuova versione per 5 voci femm., 2 fl. e perc., Terni, Festa della musica, 2008]
- Mystère d'Oryc en Babyl, per cl. basso, festival Latina Musica Oggi e fest. GAMO, Firenze, reg. Rai, 1990
- Aus dem beschaedigten Leben (da T. W. Adorno), per 4 clarinetti, III Rassegna M.M.C., Assisi, 1990
- T'halitus ali/ter quatuor, per corde e fiati, Associazione Filarmonica Umbra, Terni, 1991
- Arbre, araignée et arc-en-ciel, per oboe, ottavino e clarinetto basso, A.M.U. festival, Perugia, 1991
- Cinque arie di sortita, da A. Lolini, per 5 voci e strum., festival Nuovi Spazi Musicali, Roma, reg. Rai, 1991
- Consertar di tre madrigali, da ‘Salutz’ di G. Giudici, per 5 voci e orch., Ars Nova Musica, Assisi, 1991
- Quattro sarabande, dal mare, per due chitarre e nastro magnetico, Teatro Dorico di Ancona, 1993
- Illa et Antilla, a Sathi, per due v.ni, cl. e v.cello, Ass. concerti di Firenze, Viterbo, Perugia, 1994/95/96
- Antigone di Bosnia, per sopr., recit., orch., coro reg. in “Softwars”, spett. festival Casti, Acquapendente, 1996
- Stabermater a 4 v., per il Quartetto vocale di Giovanna Marini, in Partenze, e poi in Cantata per Pier Paolo Pasolini, spettacoli e Cd, Francia, Italia, Portogallo, Spagna, Svizzera etc. 1996/2004, registr. Rai, 1998
- Rondeau de Panurge, da Rabelais, per trio di chitarre e voce di tenore, stagione ANSPI Nepi, etc., 1997
- Tre canti di Dino Campana, per baritono e pf., in “Poesia e Musica”, Ass. Filarmonica Umbra, Terni, 1999
- Playsir, concerto di natura non indifferente, spettacolo con comp. originali, Teatro comunale di Narni, 2000
- Cor, opera per danza (da un millennio), per 9 voci a cappella, X festival de Arte Sacro, Madrid etc., 2000 (ripresa dalla Sagra Musicale Umbra, ed. 2003)
- Del suono bianco canto, concerto/spett. con comp. orig., rass. “Maree”, Cascata delle Marmore, Terni, 2001
- Agamennone, intervista impossibile, per zampogna e orchestra d'archi, festival di Scapoli e Isernia, 2002
- Max-le-Charlot, Francis et Saviniò, concerto/spettacolo con comp. originali, rass. “Isole”, Perugia etc. 2002/2003
- Carlo, Rachel e il gioco di Lottchen, tre movimenti per recitante, soprano, fiati, archi e percussioni, su testi di Rachel Corrie, Rob Brezsny ed Elsa Morante: 1. Die goldlottchen, Lied; 2. A secular chant; 3. In luogo notturno (dur. tot. 44'), Teatro dell'Archivolto, Genova, 2004
- Largo Parodia, per clarinetto in la e orchestra d'archi (Comm. Ciro Scarponi), festival Bagno di Romagna etc., 2006
- Allegr'obliquo, per ottavino, clarinetto, pianoforte e percussioni (Comm. InCanto), Terni (reg. Rai), 2006
- Dialogue, Chanson du roi, Epilogue, per 3 voci e 7 strumenti (da Jarry), festival Rouen, Livorno etc., 2007
- Métrico llanto, per soprano, voce in eco, fl. in sol, chit., viola, v.cello e fagotto (reg. RAI), 2008/2009 (in memoria di Francesco Pennisi, da ‘Soledad segunda’ di Luis de Góngora)
- Ad ventum, 5 mottetti: Tota pulchra, Nuntius, Magnificat, Gloria, Puer natus, per 5 voci femminili e strumenti – per la mostra “La Natività nell'arte contemporanea”, Narni, 2009
- La luna di traverso, spettacolo della ‘luna quasi piena’, per attori, musici e live electronics (con Maurizio Massarelli), da I. Calvino, C. de Bergerac, L. Ariosto, G. Leopardi, V. Consolo – Maree, Carsulae, 2009
- Donna de paradiso (su moduli melodici liberamente tratti dal ‘Laudario di Cortona’), Lauda drammatica di Jacopone da Todi, per canto solo, voci recitanti e strumenti. (Comm. Oratorio di S. Cecilia), Bologna, 2011
- Alla madre dei dolori, per soprano e pianoforte (trad. it. da Hartleben), Opera Extravaganza, Vetralla, 2011
- Per via del Tempo, breve antilogia live (2 CD), 2011